# Битка на Делиграду (1806)
Битка на Делиграду је вођена између српске устаничке војске под командом Карађорђа и турске војске код Делиграда у септембру 1806.

## Делиградско утврђење
Пошто је на Скупштини устаничких старешина у Смедереву крајем 1805. године, обзнањено да ће се устанак прошири на све суседне турске области и да се међу устанике примају избеглице из околних неослобођених области, почетком 1806. године, по Карађорђевом наређењу изграђено је устаничко утврђење ради одбране јужног моравског правца. Његовом изградњом руководио је капетан аустријске војске и фортификатор Вуча Жикић, који је претходно побегао из Срема и придружио се војсци Петра Добрињца. Делиградско утврђење налазило се на пола пута између Алексинца и Ражња, на улазу у Ђуниски теснац, између Дреновачког потока и Мораве, куда је пролазио Цариградски друм. Капетан Жикић је посао обавио на основу свог великог војничког знања, за веома кратко време, са братом Јованом и добровољцима из јужних српских крајева, који су се још увек налазили под турском влашћу. Добровољци и Жикић били су прва посада утврђења и његови браниоци. Жикић је међутим погинуо непосредно по завршетку изградње. После његове погибије, команду је преузео Петар Добрињац. 
У почетку је био подигнут само један шанац , познат као шанац војводе Илије Барјактаревића, који се налазио изнад некадашњег царског насипа између Дреновачког и Белог потока све до брда Зеленове њиве и могао је да прими посаду од 2-3 батаљона и 4 топа. Касније их је било девет, око вешто распоређених земљаних утврђења, од четири бастиона за топове и две гвоздене капије. Комплекс је био у облику правоугаоног троугла. Свако утврђење је могло самостално да се брани. Била су ту огромна подземна склоништа, довољна за смештај све војске и коња из утврђења. Изнад склоништа су се налазила два реда балвана и све је било прекривено дебелим слојем земље. На грудобрану су се налазила начичкана наоштрена копља (палисада), са прорезима за гађање. Испред утврђења су били дубоки ровови такође начичкани палисадом и разним другим препрекама. Сва утврђења су била добро снабдевена храном, водом, муницијом и четири топа скинута са Смедеревске тврђаве, тако да су могла дуго да опстану у опсади. Ово утврђење налазило се на десној обали Јужне Мораве, а на левој обали направљено је утврђење Топољак. Оба утврђења била су међусобно повезана.
У време турске офанзиве 1806, постојала су само два редута, шанац војводе Илије Барјактаревића и Топољак, док је утврђење према Белом Камену било у току.
Делиградско утврђење чинило је огромну препреку турском надирању низ Мораву, односно на правцу Ниш - Београд.

## Одбрана Делиграда
Турска се 1806. године спремала за коначни обрачун са устаницима. Ибрахим-паша Бушатлија од Скадра, командант турске војске за напад на Србију, према саветима француских војних стручњака планирао је напад из три правца: из Видина са истока, из Ниша са југа и из Босне са запада.
Срећом, из правца Видина, Пазван-Оглу и Реџеп-ага су вешто избегли покретање своје војске на устанике. Пазван-Оглу, већ је 1805. био поражен, па познајући добро борбеност и снагу устаника, изговарао се болешћу, док је Реџеп-ага тврдио да не сме да напусти Неготин. Тако је једино остао Јусуф-паша, који је са око 4.000 Турака покушао да крене из Пожаревца. Миленко Стојковић, који се тада налазио у Делиграду, одвојио је 6.000 војника и кренуо да предусретне Јусуф-пашу, пре него што је овај стигао до утврђења. Јусуф-паша, обавештен да ће бити нападнут, променио је правац према Поречу, али га је Миленко опколио преко Волујка и Мајданпека и поразио, после чега су се Турци разбежали према Кладову и Тимоку.
После овог пораза Ибрахим-паша наредио је Шаит-паши, који је располагао са 16.000 војника између Ниша и Мораве, да одмах крене на Делиград. Шаит-паша, потцењујући квалитет утврђења, као ни његову војну снагу, кренуо је на Делиград прво 13. јула, са 4.000 војника. Станоје Главаш и Вуле Илић, који су у то време командовали утврђењем, на време су опазили непријатеља и лако га натерали на повлачење. Шаит-паша, схвативши озбиљност ситуације, сачекао је онда долазак остатак своје војске, утврдивши се на једном узвишењу недалеко од Делиграда. Видевши их тамо, Петар Добрњац је одлучио да по сваку цену отера Турке са узвишења. У ту сврху окупио је све што је могао од људства из околних утврђења и уз помоћ сељака из оближњих села, на јуриш је опколио Турке и протерао их са узвишења. Са још већом војском 16. јула је Шаит-паша још једном покушао да нападне Делиград. У помоћ им је тада пристигао Младен Миловановић, командант Топољака, који је Шаит-пашу из Делиграда протерао све до Ниша и при томе запленио неколико топова, доста муниције и друге војне опреме.
Разљућен због пораза, Ибрахим-паша је одлучио да смени Шаит-пашу са положаја и затражи нову помоћ из Једрена. Убрзо је на располагању имао цео корпус од око 50.000 војника из Једрена и доста војне опреме, које је сместио у Алексинцу. Преузевши команду лично и рачунајући да ће Карађорђе бити заузет на Мишару, Ибрахим-паша кренуо је крајем јула ка Делиграду. Током битке Турци су користили низаме, редовне војнике турске пешадије. Посада Делиграда је међутим, без помоћи са стране, успела вештим маневрима да сломи нападе војске Ибрахим-паше, који су трајали готово шест недеља. Нападајући са бокова, ноћу истуреним снагама и концентричним нападима из утврђења, успела је да пробије блокаду и натера турску војску на повлачење ка Алексинцу. Том приликом је заплењено више топова, доста муниције и војна благајна турске војске.
После ове победе, српски устаници су кренули у противофанзиву.

## Наслеђе
Шанчеви су до данас само делимично сачували аутентичност. Налазе на вашаришту у Делиграду, у порти цркве Светих арханђела Михаила и Гаврила, подигнутој у спомен ратницима палим у свим ослободилачким ратовима Србије до 1918, и у селу Јасењу, на преко 6 ха површине,
На иницијативу пододбора патриотског удружења „Кнегиња Љубица“ из Алексинца, 1926. године покренута је идеја о изградњи места на коме би почивале кости свих српских јунака не само са Делиграду, већ и из каснијих Српско турских ратова 1876—1878. године. Нешто касније, одлучено је да се сагради црква костурница, посвећена светим арханђелима Михаилу и Гаврилу, недалеко од остатака устаничког шанца. Освећење темеља храма извршено је на Крстовдан 1930. године од стране тадашњег нишког владике Доситеја Васића. Главни посао приликом подизања овог храма урадио је Удружење „Кнегиња Љубица“, а краљ Александар I Карађорђевић, као један од ктитора даривао је звоно и иконостас. Чин освећења цркве обављен је 12. маја 1935. године, од стране владике нишког др Јована Илића.
Битка је опевана у песми „Бој на Делиграду.” У песми се спомиње како је Ибрахим паша Бушатлија користио кумбаре и лумбарде. Поводом двестагодишњице Првог српског устанка, Историјски музеј је 2004. године направио поставку са макетом Делиградског шанца. Поставка је видео документована и продаје се на компакт диск издању у Историјском музеју.
Делиградска битка је описана и у историјском роману Делиград од Душана Баранина. У роману је као командант турских снага на бојном пољу описан Мак-миралај турски официр грчког порекла.

## Галерија
- Делиградска позиција система шанчева од 1806 до 1813
- Скица Делиградског утврђења-Шанац војводе Илије Барјактаревића
- Фронтални погледа Делиградског утврђења
- Остатци шанчева делиградског утврђења
- Поглед из унутрашњости Делиградског шанца
- Кубура коришћена од стране Срба и Турака током боја
- Оружје коришћено током боја
- Униформа српских устаника 1806